# Mtonya (Newala)
Mtonya ist ein Verwaltungsbezirk (englisch Ward) des Distrikts Newala (TC) in der tansanischen Region Mtwara.

## Geografie
Mtonya liegt im Südosten von Tansania. Es ist der südliche Vorort der Distrikthauptstadt Newala. Der Bezirk grenzt im Norden an Nangwala und Lichingu, im Osten an Julia und Nanguruwe, im Süden an Chikolopola und im Westen an Makong’onda. Bei der Volkszählung 2022 lebten 3963 Menschen in 1136 Haushalten auf einer Fläche von 26 Quadratkilometern.

## Gliederung
Der Bezirk besteht aus drei Stadtteilen (Mtaa):
- Majengo
- Moneka
- Lekanelo

## Gesundheit
Im Bezirk liegt eine 2020 eröffnete staatliche Apotheke.